# Pascal Lavanchy
Pascal Lavanchy (* 20. Juli 1968 in Thonon-les-Bains, Département Haute-Savoie) ist ein ehemaliger französischer Eiskunstläufer, der im Eistanz startete.
Seine Eistanzpartnerin war Sophie Moniotte. An ihrer Seite gewann er bei der Europameisterschaft 1995 die Silbermedaille und 1997 die Bronzemedaille. Der größte Erfolg von Lavanchy und Moniotte war allerdings der Vize-Weltmeisterschaftstitel 1994 in Chiba, als sie sich nur den Russen Oxana Grischtschuk und Jewgeni Platow geschlagen geben mussten. Bei der Weltmeisterschaft im Jahr darauf gewannen sie die Bronzemedaille. Lavanchy und Moniotte nahmen an drei Olympischen Spielen teil. 1992 in Albertville wurden sie Neunte, 1994 in Lillehammer erreichten sie den fünften Platz und 1998 in Nagano reichte es noch zum elften Platz.

## Ergebnisse

### Eistanz
(mit Sophie Moniotte)
| Wettbewerb / Jahr            | 1988 | 1989 | 1990 | 1991 | 1992 | 1993 | 1994 | 1995 | 1996 | 1997 | 1998 |
| ---------------------------- | ---- | ---- | ---- | ---- | ---- | ---- | ---- | ---- | ---- | ---- | ---- |
| Olympische Winterspiele      |      |      |      |      | 9.   |      | 5.   |      |      |      | 11.  |
| Weltmeisterschaften          |      |      |      |      | 6.   | 5.   | 2.   | 3.   |      | 4.   |      |
| Europameisterschaften        |      | 11.  |      | 9.   | 8.   | 6.   | 5.   | 2.   |      | 3.   | 7.   |
| Französische Meisterschaften | 3.   | 2.   |      | 2.   | 2.   | 1.   | 1.   | 1.   |      |      | 2.   |